# Cyrtandra pumilio
Cyrtandra pumilio är en tvåhjärtbladig växtart som beskrevs av Brian Laurence Burtt. Cyrtandra pumilio ingår i släktet Cyrtandra och familjen Gesneriaceae. Inga underarter finns listade i Catalogue of Life.